# Sophie de Mecklembourg-Schwerin (1481-1503)
Sophie de Mecklembourg, également orthographié Sophia, née le 18 décembre 1481 et morte le 12 juillet 1503 à Torgau, est une princesse de la maison de Mecklembourg, fille du duc Magnus II. Elle fut duchesse consort de Saxe par son mariage avec le prince Jean le Constant en 1500.

## Biographie
Sophie est la troisième de sept enfants et la deuxième fille de Magnus II (1441-1503), duc de Mecklembourg depuis 1477, et de son épouse Sophie de Poméranie (1460-1504), elle-même fille du duc Éric II de Poméranie. Sa sœur cadette Catherine devrait en 1512 épouser le prince Henri IV de Saxe, issu de la branche albertine de la maison de Wettin. 
Le 1er mars 1500, elle épouse le prince Jean Ier de Saxe (1468-1532), fils de l'électeur Ernest. Jean et Sophie ont un fils ensemble:
- Jean-Frédéric Ier de Saxe (1503-1554), qui succède à son père comme électeur de Saxe, et épouse en 1527 à Sibylle de Clèves (1512-1554)

Sophie est morte quelques jours après la naissance de son fils, avant que son mari ne soit devenu électeur. Elle est enterrée dans l'église de la ville de sainte-Marie à Torgau. La médaille de bronze de sa pierre tombale est conçue par Peter Vischer l'Ancien dans son atelier de Nuremberg, d'après un dessin de Jacopo de' Barbari.
Son veuf et son frère Frédéric III de Saxe élevent un autel dans sa mémoire. Il est dédié à sainte Anne et aux Quatorze Saints auxiliaires, et est inauguré le 18 juillet 1505. Son frère commande un autel de Lucas Cranach l'Ancien. Un triptyque qui est aujourd'hui exposé au Musée Städel de Francfort et est connu comme le Retable de Torgau, est généralement considérée comme ce retable. Une autre peinture de Cranach, une représentation compacte des Quatorze Saints, est restée à Torgau, et est maintenant placée derrière sa tombe.

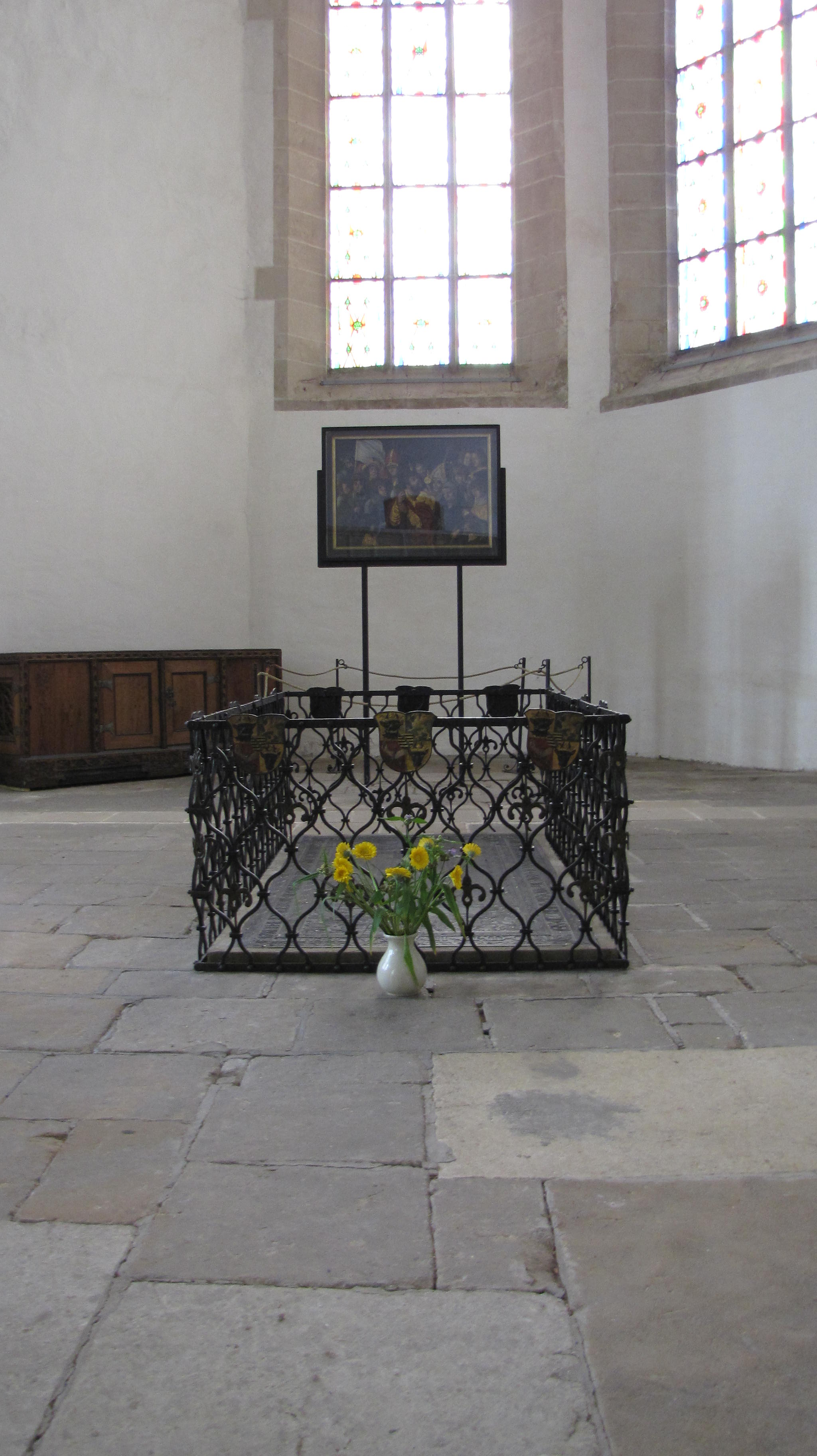
La tombe dans la nef sud
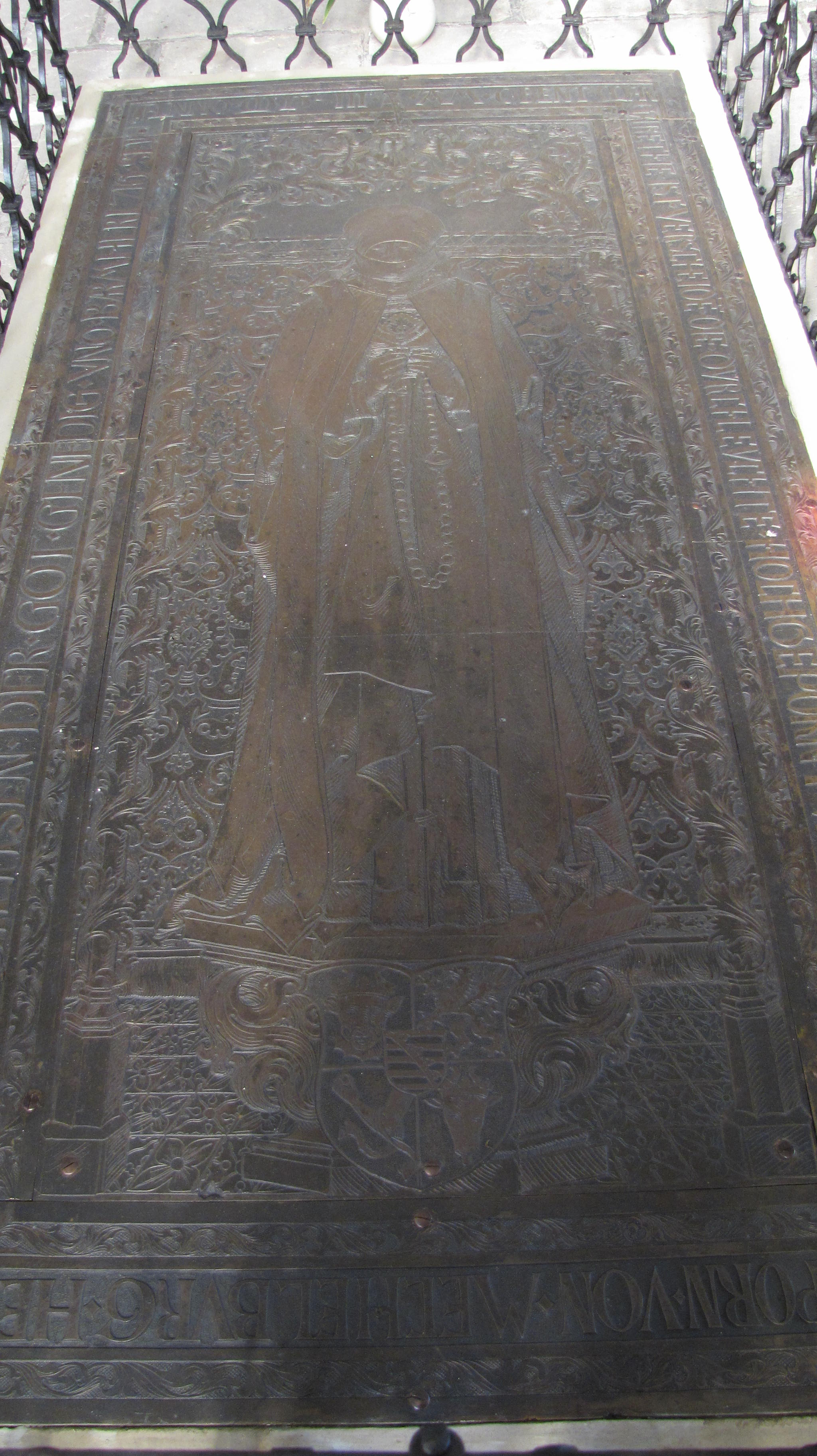
La pierre tombale
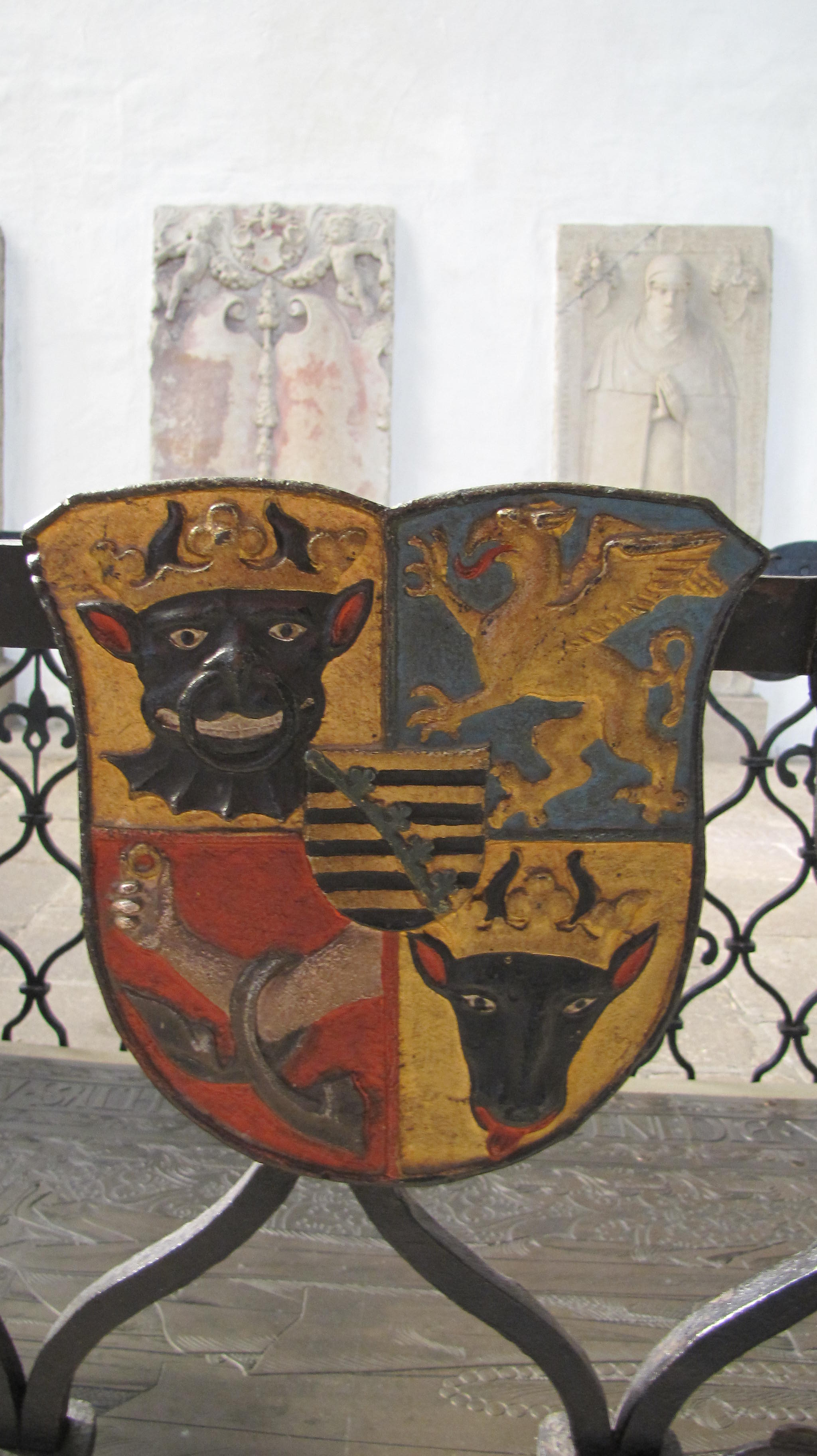
Les armoiries